# Liste des monuments classés d’Auderghem
Cet article recense le patrimoine immobilier protégé à Auderghem. Le patrimoine immobilier protégé fait partie du patrimoine culturel en Belgique.
|    | Le bien                                                                                              | Date de clas.     | Année     | Architecte       | Style                       | Adresse | Coordonnées                 | ID           | Photo |
| -- | --- | ----------------- | --------- | ---------------- | --------------------------- | --- | --------------------------- | ------------ | ----- |
| 1  | Anciennes glacières royales                                                                          | 13 mai 1993       |           |                  | Architecture traditionnelle | Chaussée de Wavre 1013 - 1015                                                                                               | 50° 49′ 32″ N, 4° 23′ 51″ E | 2232-0012/0  |       |
| 2  | Ancien prieuré du Rouge-Cloître - bâtiments conventuels subsistants, en ce compris le mur d'enceinte | 16 novembre 1965  |           |                  | Architecture traditionnelle | Rue du Rouge-Cloître | 50° 48′ 59″ N, 4° 26′ 17″ E | 2232-0002/0  |       |
| 3  | Cèdre bleu de l'Atlas (Cedrus atlantica 'glauca')                                                    | 10 mars 2005      |           |                  | Arbre remarquable           | Avenue Henri de Brouckère 48 , Avenue Louis Berlaimont 2                                                                    | 50° 49′ 06″ N, 4° 25′ 23″ E | 2232-0041/0  |       |
| 4  | Cerisier (Prunus avium)                                                                              | 13 février 2003   |           |                  | Arbre remarquable           | Avenue Charles Schaller 67                                                                                                  | 50° 48′ 24″ N, 4° 26′ 20″ E | 2232-0035/0  |       |
| 5  | Cerisier                                                                                             | 28 mars 2013      |           |                  | Arbre remarquable           | Rue des Trois Ponts 48 | 50° 49′ 13″ N, 4° 24′ 24″ E | 2232-0051/0  |       |
| 6  | Château de la Solitude                                                                               | 20 janvier 2000   | 1910-1912 | François Malfait | Éclectisme classicisant     | Avenue Charles Schaller 54                                                                                                  | 50° 48′ 17″ N, 4° 26′ 34″ E | 2232-0032/0  |       |
| 7  | Château forestier des Trois Fontaines                                                                | 19 novembre 1986  |           |                  | Architecture traditionnelle | Chaussée de Wavre 2241 | 50° 50′ 14″ N, 4° 21′ 47″ E | 2232-0010/0  |       |
| 8  | Chêne rouge d'Amérique (Quercus rubra)                                                               | 3 septembre 2009  |           |                  | Arbre remarquable           | Avenue Jean Van Horenbeeck 149                                                                                              | 50° 48′ 16″ N, 4° 26′ 00″ E | 2232-0049/0  |       |
| 9  | Cypres chauve (Taxodium distichum)                                                                   | 27 mars 2014      |           |                  | Arbre remarquable           | Rue du Vieux Moulin 103 | 50° 49′ 06″ N, 4° 26′ 01″ E |              |       |
| 10 | Ecole communale Centre scolaire du Souverain                                                         | 15 janvier 1998   | 1908-1912 | Henri Jacobs     | Art nouveau                 | Rue Robert Willame 25 | 50° 48′ 56″ N, 4° 25′ 14″ E | 2232-0030/0  |       |
| 11 | Église Sainte-Anne - Orgue situé à la tribune                                                        | 22 décembre 2005  | 1870      |                  | Néoclassique                | Chaussée de Tervueren 91 | 50° 48′ 57″ N, 4° 26′ 01″ E | 2232-0027/1  |       |
| 12 | Ginkgo (Ginkgo biloba)                                                                               | 11 mars 2010      |           |                  | Arbre remarquable           | Chaussée de Wavre 1555 | 50° 49′ 04″ N, 4° 25′ 07″ E | 2232-0050/0  |       |
| 13 | Glacière Rouge Cloître et abords                                                                     | 13 novembre 2002  |           |                  | Divers                      | Rue du Rouge-Cloître | 50° 48′ 59″ N, 4° 26′ 17″ E | 2232-0037/0  |       |
| 14 | Habitation double moderniste                                                                         | 22 septembre 1994 | 1927      | Lucien François  | Modernisme                  | Avenue du Parc de Woluwe 38 - 40, Drève Louisa Chaudoir 4 - 6                                                               |                             | 2232-0013/0  |       |
| 15 | Habitation double                                                                                    | 22 septembre 1994 |           |                  | Architecture traditionnelle | Chaussée de Wavre 1604 - 1606                                                                                               | 50° 50′ 14″ N, 4° 21′ 47″ E | 2232-0011/0  |       |
| 16 | Jardin botanique Jean Massart                                                                        | 29 mai 1997       |           |                  | Parc                        | Chaussée de Wavre , Chaussée de Wavre 1850 ,Chaussée de Wavre 1850a                                                         | 50° 50′ 14″ N, 4° 21′ 47″ E | 2232-0020/0  |       |
| 17 | La maison "Mauresque"                                                                                | 28 mai 1998       |           |                  | Éclectisme                  | Place Félix Govaert 8 | 50° 49′ 15″ N, 4° 25′ 41″ E | 2232-0031/0  |       |
| 18 | Maison personnelle de l'architecte Henri Lacoste                                                     | 22 novembre 2012  | 1926      | Henri Lacoste    | Modernisme                  | Avenue Jean Van Horenbeeck 145                                                                                              | 50° 48′ 17″ N, 4° 26′ 01″ E | 2232-0045/0  |       |
| 19 | Maison personnelle et atelier du peintre Oleffe                                                      | 15 janvier 1998   | 1850-1910 |                  | Éclectisme                  | Chaussée de Wavre 1885 | 50° 48′ 53″ N, 4° 25′ 58″ E | 2232-0014/0  |       |
| 20 | Noisetiers de Byzance (Corylus colurna)                                                              | 10 mars 2005      |           |                  | Arbre remarquable           | Avenue Charles Schaller 32                                                                                                  | 50° 48′ 19″ N, 4° 26′ 25″ E | 2232-0039/0  |       |
| 21 | Parc du Bergoje                                                                                      | 25 juin 1998      |           |                  | Parc                        | Rue Jacques Bassem, Chaussée de Wavre, Rue Jacques Bassem 44                                                                | 50° 48′ 54″ N, 4° 25′ 41″ E | 2232-0019/0  |       |
| 22 | Site du village primitif d'Auderghem (quartier du Val Duchesse )                                     | 22 novembre 2001  |           |                  | Divers                      | Avenue Valduchesse 1 - 4, Avenue de Waha 4 , Rue du Vieux Moulin 112 - 114, Boulevard du Souverain 259 , Drève du Prieuré 2 | 50° 49′ 11″ N, 4° 25′ 51″ E | 2232-0021/01 |       |
| 23 | Tilleul argenté (Tilia tomentosa)                                                                    | 13 juillet 2006   |           |                  | Arbre remarquable           | Boulevard Des Invalides, Avenue De L'église Saint-julien                                                                    | 50° 49′ 06″ N, 4° 24′ 13″ E | 2232-0042/0  |       |
| 24 | Val Duchesse - château, prieuré, pavillon d'entrée, orangerie, chalet norvégien                      | 5 décembre 2002   |           |                  | A définir                   | Boulevard du Souverain 259 , Avenue Valduchesse 1 - 4, Rue du Vieux Moulin 112 - 114, Avenue de Waha                        | 50° 49′ 14″ N, 4° 25′ 56″ E | 2232-0021/02 |       |
| 25 | Val Duchesse                                                                                         | 29 mai 1997       |           |                  | Parc                        | Avenue General Baron Empain, Drève du Prieuré, Boulevard du Souverain, Avenue Valduchesse                                   | 50° 49′ 35″ N, 4° 26′ 03″ E | 2232-0021/0  |       |